# Awaji (Hyōgo)
Awaji (淡路市 -shi) é uma cidade japonesa localizada na prefeitura de Hyōgo, no norte da ilha Awaji.
Em 2005 a cidade tinha uma população estimada em 51 748 habitantes e uma densidade populacional de 281,16 h/km². Tem uma área total de 184,05 km².
Recebeu o estatuto de cidade a 1 de Abril de 2005.